# Tetrachaetum elegans
Tetrachaetum elegans är en svampart som beskrevs av Ingold 1942. Tetrachaetum elegans ingår i släktet Tetrachaetum, divisionen sporsäcksvampar och riket svampar.   Inga underarter finns listade i Catalogue of Life.